# 서울외국인학교
서울외국인학교는 대한민국 서울에 위치한 국제학교이다. 이 학교는 1912년 한국에 온 기독교 선교사들에 의해 설립되었으며 기독교적 가치를 강조한다. 초등학교, 중학교 및 고등학교는 PYP, MYP 및 DP의 국제 바칼로레아 프레임워크 내에서 국제 커리큘럼을 제공한다. 고등학교는 IB 디플로마 프로그램을 제공한다. 서울외국인학교는 1959년부터 서대문구 연희동에 위치하고 있다.
서울외국인학교는 서부학교협회(WASC)와 (CIS)의 인가를 받았다.

## 역사
서울외국인학교는 1912년 한국에 온 기독교 선교사(Ethel Van Wagoner Underwood)에 의해 18명의 학생으로 구성된 한 학급으로 설립되었다. 오늘날 이 학교는 세계에서 가장 오래된 국제학교 중 하나이며 한국에서 가장 오래된 영국 국제학교이자 한국 최초로 IB 디플로마를 제공한다.

## 학교
서울외국인학교는 4개의 학교로 나뉜다. 이는 영국, 초등, 중, 고등학교이다.
영국 학교
교장: Andrew Freeman
교감: John Kett

영국 학교(SFBS)는 입학식부터 9학년까지 영어 국가 커리큘럼을 기반으로 한 커리큘럼을 제공한다. 영국 국제 학교 연합(FOBISIA)의 회원이며 학생들은 다른 활동과 함께 스포츠, 수학 및 기타 활동에 참여한다. 회원 학교. 학교에는 45개 이상의 국적을 가진 학생들이 있다.

초등학교
교장: Damian Prest
교감: Margaret Park

초등학교(SFES)는 IB PYP 프레임워크에 기반한 국제 커리큘럼을 제공한다. 학년 수준에는 Pre-K부터 5학년까지가 포함된다. 교복은 2008-2009 학년도에 SFES에 도입되었다. 서울외국인초등학교는 음악, 국어, IT, 도서관, 미술, 체육 등 모든 학생을 위한 전문 수업을 제공한다. 2008-2009 학년도에 새로운 건물이 완공되었으며 새로운 카페테리아, 400석 규모의 공연장, 미디어 센터/도서관, 업그레이드된 강의실 및 주류 상점이 포함된다. 2011년 가을, 4학년과 5학년에 1:1 노트북 프로그램이 도입되었다.

중학교
교장: Justin Smith
교감: Matthew Johnson

중학교는 1988년에 지어진 자체 건물에 위치하고 있다. 5개의 외국어 트랙이 제공된다: 스페인어, 프랑스어, 만다린어, 한국어(비원어민용) 및 전통 한국어(한국어 원어민용). 음악 프로그램은 합창단, 밴드 및 현악 오케스트라에서 여러 수준의 과정을 제공하는 등 특히 강력한다. 모든 학생은 또한 초교파적 관점에서 학생들에게 기독교 신앙의 기본 개념을 소개하는 학업 과정인 기독교 연구를 수강한다. 개인적인 차원에서 자신의 신앙을 탐구하는 데 관심이 있는 학생은 활발한 방과 후 제자 훈련 프로그램에 참여할 수 있다. 모든 학생들은 신체 건강 교육을 받다. 학생들은 테니스 코트, 수영장 등과 같은 학교의 여러 시설에서 체육 교육을 받다. 모든 SFMS 학생들은 다양한 방과 후 스포츠 및 활동에 참여할 수 있다. 몇 가지 예는 수학 클럽, 축구 팀 또는 요리 교실이다. SFMS는 Korean American Interscholastic Activities Conference (KAIAC)에 소속되어 스포츠 및 예술 분야에서 다른 학교와 경쟁 및 협력을 허용한다.

고등학교
교장: Nancy Le Nezet
교감: Kelly Gilmore
고등학교(SFHS)는 WASC(Western Association of Schools and Colleges)에서 인증한 국제 커리큘럼을 제공한다. 고등학교는 IB(International Baccalaureate) 디플로마를 제공한다. 서울외국인학교 졸업생들은 전 세계 대학과 대학에 진학한다.

## 기독교 강조
SFS는 또한 기독교인을 실천하고 있는 탁월하고 경험이 풍부한 교육자를 고용함으로써 기독교의 본보기가 되고자 한다.[5] 기독교의 영향은 선교사들이 학교를 처음 설립한 1912년에 시작되어 오늘날에도 계속되고 있다. 학교는 특정 교단이나 교회에 소속되어 있지 않으며 학생들이 종교적 배경을 가질 필요도 없다. 6-12학년 학생들은 종교적 배경에 관계없이 필수 기독교 연구 과정을 수강해야 한다.